# Hrušeň obecná nad ulicí Zdíkovská
Hrušeň obecná nad ulicí Zdíkovská je památný strom, který roste v Praze 5 v lokalitě Sídliště Podbělohorská v soukromé zahradě pod usedlostí Spiritka.

## Parametry stromu
- Výška (m): 16,0
- Obvod (cm): 295
- Ochranné pásmo: vyhlášené - kruh o poloměru 9 m na p.č. 4261/220, 4221/1 a 4261/178 k.ú. Smíchov
- Datum prvního vyhlášení: 12.04.2002[1]
- Odhadované stáří: 190 let (k roku 2016)[2]

## Popis
Strom roste ve stráni u rybníčku. Má žebernatý kmen, který se pravotočivě stáčí, a silné větve nesoucí menší korunu. Její okolí je registrovaným významným krajinným prvkem „Společenstva křídových pramenů Pod Spiritkou“. Zdejší prameny mají vysoce mineralizovanou vodu, při úpatí svahu se nacházejí slatinné bylinné porosty a ve svahu tvořeném druhohorními prachovci v místech, kde převládají křídové prameny, roste převážně vrba křehká.

## Historie
Hrušeň byla vysazena v bývalém sadu usedlostí Hybšmanka a Spiritka; tento sad obklopovaly četné vinice.